# Olga Oleinik
Olga Arsenievna Oleinik (em russo:  Ольга Арсеньевна Олейник; Matusiv, 2 de julho de 1925 — Moscou, 13 de outubro de 2001) foi uma matemática ucraniana.
Conhecida por trabalhos sobre equações diferenciais parciais, meios elásticos não-homogêneos e teoria matemática da camada limite. Aluna de Ivan Petrovsky, estudou e trabalhou na Universidade Estatal de Moscou.

## Publicações selecionadas
- Kozlov, S.M.; Oleinik, O.A.; Zhikov, V.V. (1994), Homogenization of differential operators and integral functionals, ISBN 3-540-54809-2, Berlin-Heidelberg-New York: Springer-Verlag
- Oleinik, Olga A. (1957), «Discontinuous solutions of non-linear differential equations», 'UMN', 12 (3(75)): 3–73(em russo). An important paper where the author describes generalized solutions of nonlinear partial differential equations asBV functions.
- Oleinik, Olga A. (1959), «Construction of a generalized solution of the Cauchy problem for a quasi-linear equation of first order by the introduction of "vanishing viscosity"», 'UMN', 14 (2(86)): 159–164(em russo). An important paper where the author constructs a weak solution in BV for a nonlinear partial differential equation with the method of vanishing viscosity.
- Oleinink, O.A. (1960), «A method of solution of the general Stefan problem», Doklady Akademii Nauk SSSR, 135: 1050–1057(em russo). An important paper in the theory of the Stefan problem: for the first time and independently of S.L. Kamenomostskaya the author proves the existence of a generalized solution for the multi dimensional model.
- Oleinik, Olga A.; Radkevich, Evgenii V. (1973), Second order equations with nonnegative characteristic form, ISBN 0-306-30751-0, Nova Iorque e Londres / Providence, R.I.: Plenum Press / AMS, MR457907, (reviews of the Russian edition)
- Oleinik, O.A.; Shamaev, A.S.; Yosifian, G.A. (1991), Mathematical problems in elasticity and homogenization, ISBN 0-444-88441-6, Studies in Mathematics and its Applications, 26, Amsterdam - Londres - Nova Iorque - Tóquio: North-Holland
- Oleinik, O.A.; Samokhin, V.N. (1999), Mathematical models in boundary layer theory, ISBN 1-5848-8015-5, Applied Mathematics and Mathematical Computation, 15, Londres-Weinheim-Nova Iorque-Tóquio-Melbourne-Madras: Chapman & Hall/CRC Press.